# Unblutiger Aderlass
Der unblutige Aderlass ist eine Methode zur Entlastung des Lungenkreislaufs. Im Gegensatz zum klassischen Aderlass, bei dem man aus dem Körper Blut fließen lässt, ist diese Methode absolut unblutig. Es wird nur ein Teil des zirkulierenden Bluts in drei der vier Extremitäten zurückgehalten. Dadurch wird zunächst die Vorlast der Herzkammern abgesenkt.

## Indikation
Das kardiale Lungenödem, die häufigste Form des Lungenödems, ist keine Lungenkrankheit. Es entsteht bei akutem Linksherzversagen. Ursache des Versagens des linken Herzens ist meistens eine akute Dekompensation bei chronischer Herzinsuffizienz, bei der das linke Herz aufgrund einer Schwäche den Blutrückfluss aus der Lunge nicht mehr bewältigen kann. Es kommt zu einem Rückstau des Bluts in die Lungengefäße und − wegen des dadurch erhöhten Druckes − zu einem Austreten von Flüssigkeit in das Lungengewebe. Dadurch wird der Gasaustausch massiv eingeschränkt.

## Durchführung
Der „unblutige Aderlass“ wird dadurch erreicht, dass Staubinden an drei der vier Extremitäten (Oberschenkel und Oberarme) so angebracht werden, dass kein Blutrückfluss erfolgen kann. Dazu werden die Blutdruckmanschetten fixiert und auf einen Druck von 30 bis 40 mmHg aufgepumpt. Der Manschettendruck liegt damit sicher über dem Blutdruck im venösen System. Dieser beträgt etwa 12–15 mmHg in den kleineren, postkapillaren Venen, 5–6 mmHg in den großen Venen der Extremitäten. Das bedeutet, dass zwar ein arterieller Zufluss in die Extremität ermöglicht, aber ein venöser Rückfluss verhindert wird.
Um Gewebsschäden in den partiell abgebundenen Beinen und Armen vorzubeugen, wird spätestens alle 15 Min. im Wechsel eine Extremität wieder voll durchblutet. Das heißt, es sind immer abwechselnd drei der vier Extremitäten – und das dort vorhandene gestaute Blut – nicht am Blutkreislauf beteiligt. Sinnvollerweise wird mit vier abwechselnd aufgepumpten Blutdruckmanschetten nach einem festen Rotationsschema gearbeitet (Wechsel der durchbluteten Extremität z. B. im Uhrzeigersinn nach fünf Minuten, d. h., eine Extremität wird höchstens 15 Minuten lang "abgebunden").

## Geschichte
1806 beschrieb der Gründer der französischen medizinischen Klinik Jean-Nicolas Corvisart unter Berufung auf den italienischen Arzt und Anatom Giovanni Battista Morgagni einen unblutigen Aderlass. Zur Behandlung der Herzinsuffizienz im fortgeschrittenen Stadium („Aneurismen des Herzens zweiten Grades“) solle man die Arme und die Beine in warmes Wasser eintauchen. Dadurch werde das Blut in die Gliedmaßen gelenkt und Herz und große Gefäße würden entleert und entlastet.